# پرتوشناسی مداخله‌ای
پرتوشناسی مداخله‌ای یا پرتوشناسی تهاجمی (به انگلیسی: Interventional Radiology، مخفف: IR) که همچنین به عنوان رادیولوژی مداخله‌ای عروقی نیز شناخته می‌شود؛ یک فوق‌تخصص پزشکی است که روش‌های کم تهاجمی جراحی را به همراه تصویربرداری پزشکی برای تشخیص و درمان بیماری استفاده می‌نماید. اگر چه طیف روش‌های مورد استفاده توسط رادیولوژیست مداخله‌ای گسترده است، اما کلیه این روش‌ها از تصویربرداری پزشکی برای هدایت و راهنمایی عمل کم تهاجمی جراحی به منظور به حداقل رساندن خطر برای بیمار بهره می‌برند.

### انواع
رادیولوژی مداخله‌ای شامل تکنیک‌های مختلفی است که امکان دسترسی به ساختارهای داخلی بدن را از طریق حداقل برش‌ها یا سوراخ‌های بدن، با هدایت تصویربرداری پزشکی امکان‌پذیر می‌سازد. اجزای کلیدی این روش‌ها شامل سوزن‌های سوراخ‌کردن، سیم‌های راهنما، غلاف و کاتتر است که روش‌های تصویربرداری مانند اشعه ایکس، اولتراسوند و MRI نقش مهمی در تجسم بازی می‌کنند.
این رشته به دو دسته رادیولوژی مداخله ای تشخیصی و درمانی تقسیم می‌شود. روش‌های تشخیصی شامل آنژیوگرافی (تصویربرداری از رگ‌های خونی)، کولانژیوگرافی (تصویربرداری مجاری صفراوی)، بیوپسی و آسپیراسیون با سوزن ظریف است. روش‌های درمانی شامل مداخلات عروقی مانند آنژیوپلاستی با بالون، قرار دادن استنت و آمبولیزاسیون، و همچنین درمان شرایطی مانند وریدهای واریسی، بیماری کبد (TIPS) و مدیریت تومور از طریق آمبولیزاسیون شیمیایی و رادیوآمبولیزاسیون است.
مداخلات اضافی شامل قرار دادن کاتتر برای مدیریت جمع‌آوری مایعات، مداخلات صفراوی برای کاهش انسداد و تکنیک‌های فرسایشی مانند فرکانس رادیویی، کرایوآبلیشن و فرسایش مایکروویو است. روش‌های ادراری تناسلی مانند نفروستومی و تعویض استنت حالب نیز در این زمینه رایج است. به‌طور کلی، رادیولوژی مداخله ای یک رویکرد کم تهاجمی برای تشخیص و درمان در شرایط مختلف پزشکی ارائه می‌دهد.